# RS-28 Sarmat
El RS-28 Sarmat (en ruso: РС-28 Сармат, designación OTAN: SS-X-30 Satan-2) es un sistema de misiles estratégicos (sistema de misiles) ruso de quinta generación basado en silos, Es un Misil balístico intercontinental multietapa de combustible líquido. misil balístico (ICBM). "Sarmat" está destinado a sustituir los misiles soviéticos R-36M2 (SS-18 Satan) en servicio en las Tropas de Misiles de Designación Estratégica de la Federación Rusa
El misil utiliza una versión mejorada del motor RD-264, ya utilizado en el misil balístico intercontinental R-36M2. A diferencia del R-36M, el concepto del complejo Sarmat no pone énfasis en el peso máximo de las ojivas lanzadas , que pueden ser destruidas por los sistemas de defensa antimisiles (BMD), sino en la entrega de un número incluso menor de ojivas, pero a lo largo de trayectorias y de tal manera que hagan mucho más difícil destruirlos incluso con sistemas de defensa antimisiles prometedores; La tecnología de " bombardeo orbital" incorporada en el cohete permite atacar territorio enemigo a lo largo de una trayectoria suborbital a través del Polo Sur de la Tierra, evitando las baterías THAAD desplegadas, y también permite el lanzamiento de naves espaciales civiles.
Las ojivas guiadas Avangard (Yu-71) utilizadas en este producto también brindan por primera vez la oportunidad potencial de utilizar misiles balísticos intercontinentales rusos y soviéticos en guerras locales utilizando la estrategia de "ataque global", con la destrucción de objetos estratégicos mediante la energía cinética de la ojiva, sin el uso de una explosión nuclear.
El 20 de abril de 2022, el Ministerio de Defensa ruso anunció el primer lanzamiento exitoso de un cohete desde el cosmódromo de Plesetsk.
El 16 de agosto de 2022 se firmó un contrato estatal para la fabricación y suministro del sistema de misiles Sarmat. El 23 de noviembre de 2022, el director general del Centro Estatal de Cohetes de Makeev, Vladimir Degtyar, anunció el inicio de la producción en masa del cohete.
La producción en serie del misil balístico intercontinental Sarmat se lleva a cabo en la planta de construcción de maquinaria de Krasnoyarsk. Las primeras muestras de producción del Sarmat ingresaron a la 62.a división de misiles en Uzhur, territorio de Krasnoyarsk en 2022 y a la 13.a división de misiles en Yasny (región de Orenburg) y fueron puestas en servicio de combate.
El 1 de septiembre de 2023, el sistema de misiles estratégicos Sarmat entró en servicio de combate.

Imágenes de la NASA del incendio del 20 y 21 de septiembre de 2024 en Plesetsk después de la prueba RS-28 fallida

El 21 de septiembre de 2024, una prueba de un RS-28 Sarmat en el Cosmódromo de Plesetsk falló, provocando un incendio y destruyendo un silo de lanzamiento.